# Tom Harkin
Thomas Richard Harkin, dit Tom Harkin, né le 19 novembre 1939 à Cumming (Iowa), est un homme politique américain. Membre du Parti démocrate, il est élu de l'Iowa au Congrès des États-Unis de 1975 à 2015, d'abord à la Chambre des représentants, puis au Sénat à partir de 1985.

## Jeunesse
Harkin est le fils d'un père mineur et d'une mère slovène, décédée alors qu'il n'a que dix ans[réf. nécessaire]. Il a un frère sourd, Franck (?-2000). Diplômé de l'université d'État de l'Iowa en 1962, il sert dans la marine américaine de 1962 à 1967, avant d'étudier le droit à la Catholic University of America, dont il sort diplômé en 1972. Avocat à Des Moines à partir de 1972, il devient membre du conseil des directeurs de la Ligue des consommateurs de l'Iowa.

## Parcours politique

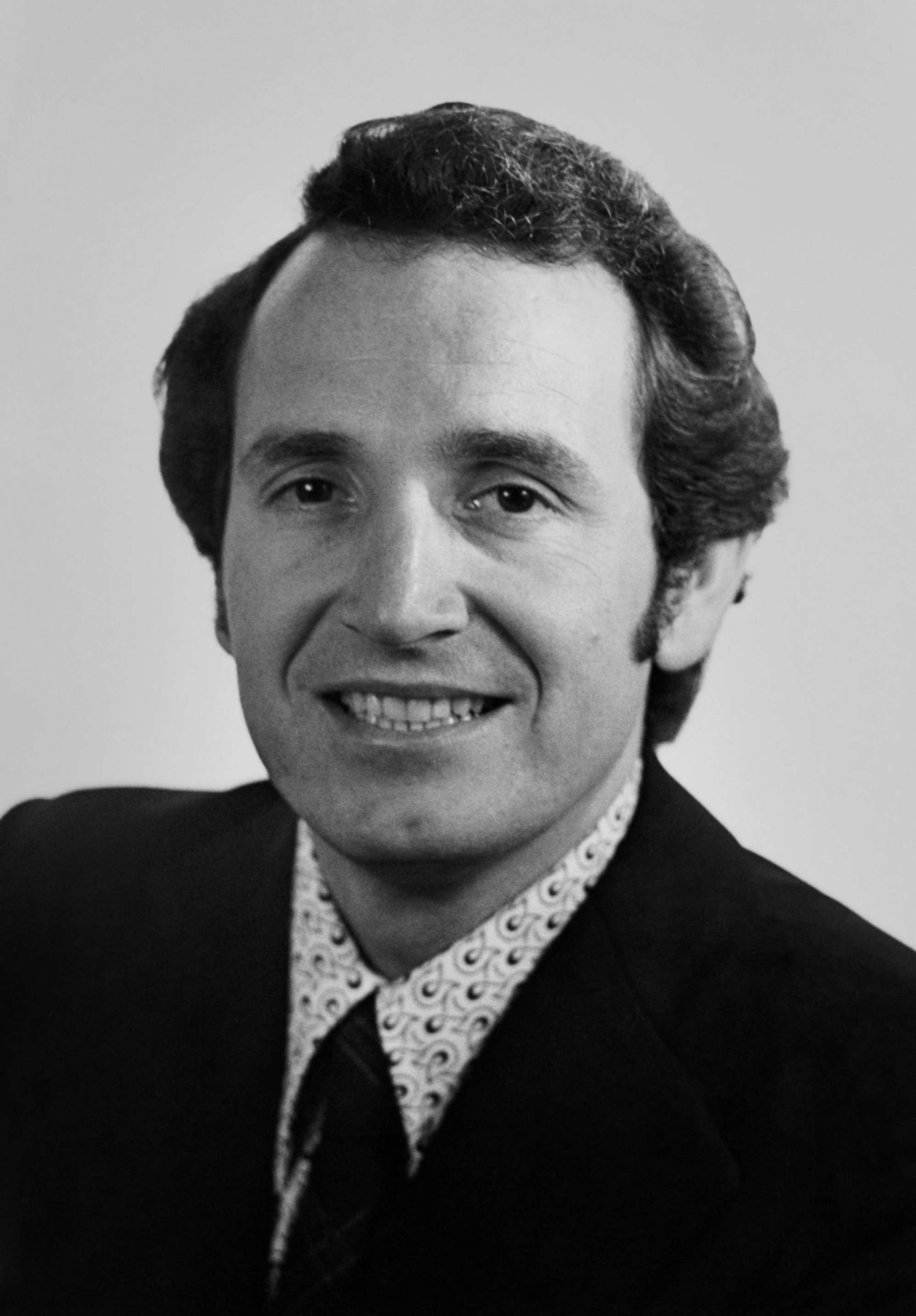
Portrait officiel, en 1979.

En 1970, assistant du représentant Neal Smith, Harkin se rend dans la République du Viêt Nam au sein d'une délégation du Congrès. À son retour, il publie des photos dénonçant le traitement inhumain des prisonniers de guerre.
De 1975 à 1985, il est élu démocrate de l'Iowa à la Chambre des représentants des États-Unis. En novembre 1984, Harkin est élu au Sénat des États-Unis où il est réélu en 1990, 1996, 2002 et 2008. Il annonce en janvier 2013 qu'il n'est pas candidat à un nouveau mandat lors des 2014. Durant son mandat, il préside à plusieurs reprises la commission sur l'agriculture du Sénat.
En 1992, il se présente aux primaires démocrates en vue de l'élection présidentielle. Il remporte largement les caucus de l'Iowa, avec 76 % des suffrages. Ses adversaires avaient cependant délaissé l'Iowa, voyant Harkin largement favori dans son État. Comptant obtenir l'attention des médias et des donateurs grâce à sa victoire de l'Iowa, il néglige la primaire du New Hampshire dont il ne finit que quatrième. Il est finalement battu par Bill Clinton.

## Engagements
Démocrate libéral et défenseur des consommateurs, Harkin est un ardent défenseur de l'État d'Israël dont il défend l'allocation annuelle de crédits au titre de l'aide militaire. Il est membre également du comité d'action politique pro-israélien.
Il a appuyé la légalisation de l'IVG.
Tom Harkin a également été actif dans la défense des droits de l'enfant, notamment pour ce qui est des pires formes du travail des enfants. Conjointement avec Eliot Engel, député à la Chambre des représentants américaine, et avec le soutien du sénateur Herbert Kohl, notamment, il a été l'un des instigateurs du Protocole sur la culture et le traitement des fèves de cacao signé en 2001 par les principaux acteurs de l'industrie du chocolat afin de lutter contre le travail des enfants et le trafic des enfants associés à la production du cacao en Afrique de l'ouest. Son nom est également associé aux dispositions touchant le travail des enfants dans la Loi sur le commerce et le développement (Trade and Development Act) adoptée par le Congrès américain en 2000.
Il est aussi membre de l'Action parlementaire globale, une association internationale de parlementaires engagés pour le renforcement de la justice internationale et la protection des droits de l'homme.
Durant son mandat de sénateur, sa principale réalisation est l'adoption de l'Americans with Disabilities Act, en 1990, qui interdit les discriminations contre les personnes handicapées. Son propre frère, Frank, est sourd.

## Caméo
Il joue son propre rôle dans le film Président d'un jour (1993).